# محمد الحلو (مدرب سيرك)
محمد علي الحلو (1928 - 1984) هو مدرب سيرك وممثل مصري. كان يعمل في السيرك القومي بالعجوزة في فترة السبعينيات وكان يعد من أشهر مدربي الأسود به. ولقى مصرعه في حادثة شهيرة جدا في منتصف الثمانيات عندما انقض عليه الأسد «سلطان» ولفظ انفاسه الأخيرة في المستشفي.
شارك أيضاً محمد الحلو بأدوار صغيرة في العديد من الأعمال السينمائية المصرية.

## نشأته
يعد محمد الحلو واحد من عائلة الحلو الشهيرة بعالم السيرك. جده هو محمد علي الحلو الذي أسس سيرك الحلو عام 1889 الذي حاول الاستفادة من الفرق الأجنبية التي كانت تقدم عروضا في عهد الخديو إسماعيل.
وبعد ثورة 23 يوليو قرر عبد الناصر أن ينشئ سيركا قوميا يكون مقره حي العجوزة ويطل على نهر النيل، وكما استقدم الخبراء السوفيات لأغراض سياسية وعسكرية استقدمهم أيضا للاستفادة من تجربتهم في مجال السيرك وتم افتتاح مدرسة السيرك في عام 1962، وبدأت في تخريج أبنائها حتى افتتاح السيرك القومي رسميا في 1966، ولسنوات ظل السيرك القومي المصري رائدا بين الدول العربية وكانت الدول العربية تتلهف على جولاته بينها.

## قصة مصرعه
بدأت قصته أثناء أحد العروض في السيرك. حينما استدار محمد الحلو ليتلقى تصفيق النظارة بعد نمرة ناجحة مع الأسد ( سلطان ). وفي لحظة خاطفة قفز الأسد على كتفه من الخلف وأنشب مخالبه وأسنانه في ظهره.
وسقط المدرّب على الأرض ينزف ومن فوقه الأسد الهائج. واندفع الجمهور والحرّاس يحملون الكراسي. وهجم ابن الحلو على الأسد بقضيب من حديد وتمكن أن يخلص أباه ولكن بعد فوات الأوان. ونقل الي المستشفي ولكنه توفي بعد ذلك بأيام.
كانت آخر كلمة قالها محمد الحلو وهو يموت: أوصيكو ما حدش يقتل سلطان. وصية أمانة ما حدش يقتله.

### سبب الهجوم
على لسان لوبا محمد الحلو حفيدة محمد الحلو وهي تروي تفاصيل الحادث:
«أثناء العرض وأمام الجمهور هجم عليه الأسد وعضه عضة قوية في جنبه، ولأن الأسد هجم على جدي من ظهره فإنه لم يأخذ باله، فمن المعروف أن المدرب عندما يعطى ظهره للأسود فالمساعدين يقولون له اسم الأسد الذي خلفه حتى يتجه نحوه في حالة الهجوم عليه، ووقت الهجوم كان جدي يحي الجمهور ومن قوة التصفيق لم يسمع صوت المساعدين عندما نبهوه، فانقض عليه الأسد وعضة بقوة.
كان وقتها موسم التزاوج بين الأسود فكانت الأنثى تحب ذكر واحد اسمه (جبار) فالحيوانات لا تتحكم في غرائزها، وعندما أراد الأسد (سلطان) الاقتراب منها فالأسد (جبار) ضربه، فأراد والدي السيطرة على الموقف فضرب الأسد (سلطان) حتى لا يضرب الأسد (جبار) أمام الجمهور، فالأسد (سلطان) اعتقد إن جدي مع الأسد (جبار) ضده، وبعد انتهاء العرض أثناء تصفيق الجمهور، انقض الأسد (سلطان) على جدي أمام الجمهور وامسك بفكية في خصره».

### مابعد الحادث
بعد الحادث قرر مدير السيرك نقله إلى حديقة الحيوان باعتباره أسداً شرساً لا يصلح للتدريب ولا للعروض وبعد فتره من نقله إلى حديقة الحيوان مات الاسد .
من المعروف ان الراحل محمد الحلو برع أيضا في السنيما المصرية وخصوصا في ادوار الشر لكن شهرته الأكبر في السيرك طغت على معرفه الناس به كممثل سينمائي معروف تألق كثيرا في أدوار الشر.

## أعماله في السينما
| - ملوك الضحك:1975 - موعد مع الحبيب:1973 - البحث عن فضيحة:1973-عتريس - الغضب:1972 - هي والشياطين:1969-صالح - العتبة جزاز:1969 - مجرم تحت الاختبار:1969 - ابن الحتة:1968 - مطلوب زوجة فورا:1964-رجل بالبار | - الحسناء والطلبة:1963-المتشاجر بالكباريه - أميرة العرب:1963 - أنا الهارب:1962 - عنتر بن شداد:1961-عروة بن الورد - السفيرة عزيزة:1961 - عنتر يغزو الصحراء:1960 - نداء العشاق:1960 - امسك حرامي:1958-شقيق نونا الراقصة - أبو حديد:1958 | - المعلمة:1958-بيومي - حبيب حياتي:1958 - ابن حميدو:1957-من أفراد العصابة - رصيف نمرة 5:1956-فرد العصابه المقتول - شياطين الجو:1956 - حميدو:1953 - في الهوا سوا:1951-احد لاعبي السيرك - مغامرات عنتر وعبلة:1948 |